# Ґрафа
Владімір Ампов (більш відомий як Ґрафа; нар. 21 липня 1978, Софія) — сучасний болгарський поп-співак, композитор, автор музики для художніх фільмів. Директор продюсерського центру «Монте Мюзік», який спеціалізується на популяризації болгарської музики у світі.
Автор хітів болгарської поп-сцени: «Давам всичко за теб», «Sex за пари», «Имаш», «Искам те», «Ако има рай», «Крадена любов», «Най-щастливият човек», «Честно в очи», «Ванилия», «Чуваш ли ме», «Враг», «Никой».
Син учасника музичного тріо «Спешен случай» Кіріла Ампова.

## Біографія
Успішний музичний дебют Ґрафа відбувся 1988, що відкрило для нього двері для виступу на Болгарському національному телебаченні. 1993 випустив перший вініловий максі-сингл «Allright, Baby», 1994 — «Jump in the river». Бере участь у фестивалях, зокрема у Хорватії.
Другий альбом: «Зелен хайвер» — 1996.
Третій максі-сингл: «Emotion» — 1997.
Четвертий максі-сингл: «Глад» — 1999.
Третій альбом: «6 е по-добре», в якому був хіт «Пачанга».
1999 — пише музику для першого електронного болгарського мюзиклу «Токов удар».
На початку 2000-тих нова хвиля популярності. Пісня «Имаш» два тижні посідала перше місце «Българския Топ 100», а у квітні 2003 пісня «Искам те» трималася у національному хіт-параді вісім тижнів. Ґрафа є автором музики, аранжування та тексту.
2004 — найуспішніший альбом «Ако има рай», в якому Ґрафа виконує кілька пісень у дуеті з Марією Ілієвою. Також три пісні для сина написав Кіріл Ампов.
2006 — національний тур Ґрафа «Честно в очи», яке завершено 26 листопада великим концертом у найбільшому концертному залі Болгарії — НДК.
2007 — Ґрафа співає на розігріві суперзірки Джорджа Майкла, який мав концерт у Болгарії.
2009 — написав музику до болгарської кінострічки «Рут» (режисер Владо Шішков).
2010 — Ґрафа видав десятий альбом «Невидим», у якому беруть участь Любо та Орлин Павлов, Еліца Тодорова і Стоян Янкулов, Сантра і Спенс, DJ Doncho, Мітко Павлов. Наступного року пройшов тур на підтримку нового альбому в 11 містах Болгарії. Лідером національних хіт-парадів стала пісня «Никой».
2011 — продюсерська компанія «Монте Мюзік», якоб володіє Ґрафа, обрана виробником музичного формату X Factor у Болгарії.

## Особисте життя
2008 року одружився з багаторічною подругою Марією. Має сина Кріса (2009) та дочку Ніколь (2011).

## Дискографія
- 1993 — «Гумени човечета»
- 1996 — «Зелен хайвер»
- 1998 — «6 е по-добре»
- 1999 — «Токов удар» (саундтрек)
- 2001 — «Давам всичко за теб»
- 2003 — «Искам те»
- 2004 — «Ако има рай»
- 2006 — «Честно в очи»
- 2008 — «Greatest hits»
- 2010 — «Невидим»
- 2012 — «Дим да ме няма»